# N.Th. Hvidberg
Niels Thorvald Hvidberg (født 6. marts 1855 i Ørslev ved Skælskør, død 19. februar 1915) var en dansk skoleinspektør og politiker.

## Virke som lærer
Han var søn af lærer Chr. Hvidberg og hustru født Kann, tog skolelærereksamen fra Jonstrup Seminarium 1874, var lærer i Egeberg 1875-77, på Frederiksberg fra 1877 og var skoleinspektør ved Frederiksberg Skolevæsen fra 1896 til sin død. Hvidberg skrev en større og en mindre danmarkshistorie til skolebrug. Han var Ridder af Dannebrog og formand for Frederiksberg Kommunelærerforening fra 1906 til 1909.

## Politisk karriere
N.Th. Hvidberg var formand for Den konservative Klub i Kjøbenhavn, for de forenede konservative Klubber og Højreforeninger 1889-96, formand for Højres Arbejder- og Vælgerforening for Kjøbenhavns Amts II Kreds fra 1899, medlem af sammes hovedbestyrelse og forretningsudvalg og kasserer og sekretær for Nationalfonden for det konservative Parti. Hvidberg var Højres kandidat ved folketingsvalgene i Sakskøbingkredsen 1884, i Kalundborgkredsen 1887, 1890, 1892 og i Nyborgkredsen 1895, men blev ikke valgt. I 1909 opnåede han i stedet ved et suppleringsvalg mandat som landstingsmand, hvilket han var til sin død.
Han blev gift med Hanne Natalia Løser (27. oktober 18?? - ?).